# هازار ارگچلو
هازار ارگچلو (زاده یکم ژانویه ۱۹۹۳) بازیگر ترک است. او با بازی در نقش سیمای در سریال کوزی-گونی و بازی در نقش ایلول در سریال جزر و مد مشهور شد. او همچنین در سریال محافظ در نقش زینب بازی کرده است اخرین فعالیت او مربوط به سریال شعله ور است که از شبکه شو تی وی پخش میگردد.

## زندگی خصوصی
هازار ارگچلو در قبرس متولد شده‌است. مادر او کارمند تلویزیون و پدرش روزنامه‌نگار هستند. او فارغ‌التحصیل رشته تئاتر از دانشگاه Haliç است؛ و علاقه‌مند به موسیقی مخصوصاً ویولون و پیانو و گیتار
هازار از سال ۲۰۱۸ رابطه ای را با کارگردان،نویسنده و بازیگر ترک انور اونلو آغاز کرد اونور ۱۹ سال از هازار بزرگتر است و این  مورد حواشی زیادی به همراه داشت

## فیلم‌شناسی

### فیلم
| سال  | عنوان                | نقش         |
| ---- | -------------------- | ----------- |
| ۲۰۱۰ | Gölgeler ve Suretler | Ruhsar      |
| ۲۰۱۲ | Açlığa Doymak        | سنا         |
| ۲۰۱۳ | Benim Dünyam         | بیشتر saieh |
| ۲۰۱۶ | در Elbise            |             |
| ۲۰۱۷ | Mahalle              |             |
| ۲۰۱۷ | Kar                  |             |
| ۲۰۱۸ | درخت گلابی وحشی      |             |

### تلویزیون
| سال       | عنوان              | نقش           | یادداشت                         |
| --------- | ------------------ | ------------- | ------------------------------- |
| ۲۰۱۱–۲۰۱۳ | کوزی گونی          | سیمای         | ۸۰ قسمت                         |
| ۲۰۱۳–۲۰۱۵ | جزر و مد           | ایلول         | ۷۷ قسمت                         |
| ۲۰۱۵–۲۰۱۶ | مادران و مامان‌ها   | کادر          | ۹ قسمت                          |
| ۲۰۱۶      | قشر مرفه           | جانسو کوران   | ۲۶ قسمت                         |
| ۲۰۱۷–۲۰۱۸ | اسرار زندگی        | سحر کوزگون    | ۱۱ قسمت                         |
| ۲۰۱۸-۲۰۲۰ | Dudullu Postası    | ملیس          | سریال اینترنتی - ۱۳ قسمت        |
| ۲۰۱۸      | محافظ              | زینب ارمان    | سریال محصول شرکت نت‌فلیکس آمریکا |
| ۲۰۱۹      | پرونده های مایورکا |               | نقش اصلی                        |
| ۲۰۲۰-۲۰۲۱ | شعله ور            | چیچک گورگولوی | ۲۸ قسمت                         |

۲۰۲۴دانه های مروارید - دلبر